# Coupe de France 1940/41

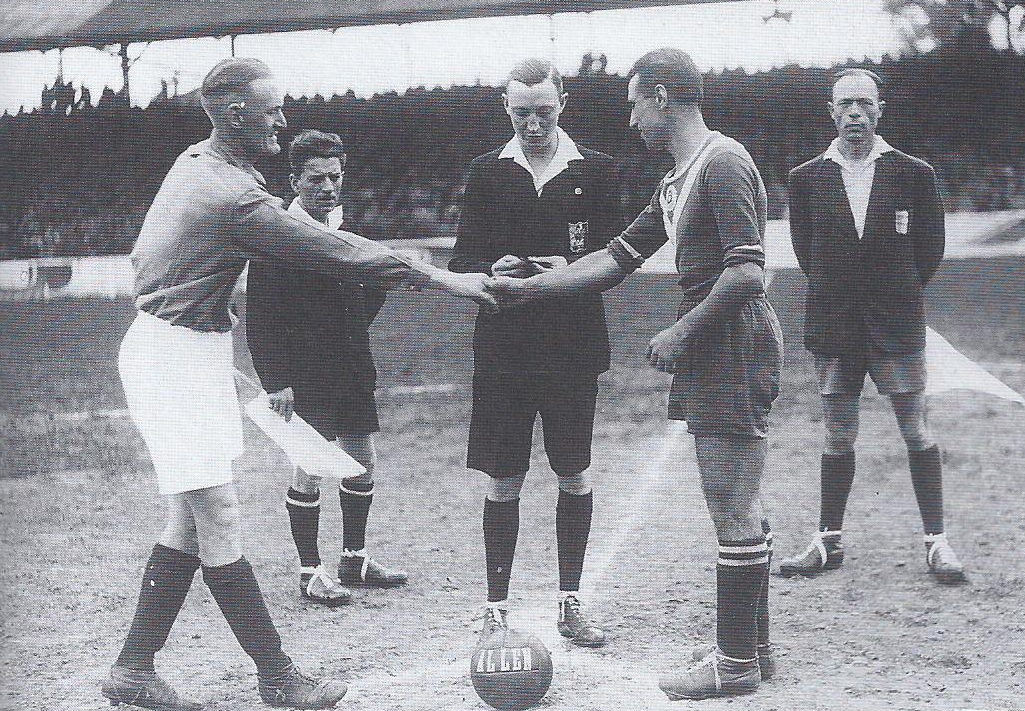
de finale

Het seizoen 1940/41 was het 24e seizoen van de Coupe de France in het voetbal. 1940/41 was het tweede van de zes oorlogsseizoenen in het Franse voetbal. In tegenstelling tot de aangepaste competitie die onofficieel was, was het bekertoernooi officieel.
Dit seizoen namen er 236 clubs aan deel. Het voetbal werd dit seizoen in Frankrijk in drie zones gespeeld, de bezette zone, de verboden zone (het Noorden van Frankrijk dat vanuit Brussel werd bestuurd) en de vrije zone. De “winnaars” van de bezette en de vrije zone speelden een onderlinge finale, de winnaar hiervan kwam uit tegen de “winnaar” van de verboden zone in de landelijke finale. Deze werd gespeeld op 25 mei 1941 in het Stade Municipal in Saint-Ouen. De zege ging voor de eerste keer naar Girondins Bordeaux die SC Fives met 2-0 versloeg.
De 1/16 finale was de eerste landelijke gespeelde ronde. Uit de verboden zone schreven drie clubs zich in, na de 1/16 finale werd Excelsior Roubaix uit de bezette zone hieraan toegevoegd, zodat deze clubs meteen in de halve finale uitkwamen.

## Uitslagen

### 1/16 finale
| Winnaar                 | Uitslag         | Verliezer            |
| ----------------------- | --------------- | -------------------- |
| Girondins Bordeaux      | 3-1             | FC Bordeaux-Bouscat  |
| Red Star Olympique      | 3-1             | FC Perreux           |
| FC Rouen                | vrij            |                      |
| Stade Reims             | 2-0             | AC Houilles          |
| US Saint-Servan         | 6-2             | CO Cholet            |
| RC Paris                | vrij            |                      |
| CS Rhodaniens           | niet gespeeld * | Excelsior Roubaix    |
| US Normande Colombelles | 10-1            | SC Essonnes          |
| CA Paris                | vrij            |                      |
| Le Havre AC             | 7-1             | Stade L’Est          |
| Stade Français          | 3-1             | Stade Compiègne      |
| AS Amicale Paris        | 7-1             | SCO Angers           |
| ES Juvisy               | 2-0             | AS Troyes-Savinienne |

| Winnaar                      | Uitslag | Verliezer                |
| ---------------------------- | ------- | ------------------------ |
| Toulouse FC                  | 8-0     | AS Montauban             |
| AS Saint-Étienne             | 12-0    | GS Lugdunum Lyon         |
| Hyères FC                    | 1-0     | SC Victor Hugo Marseille |
| Olympique Alès               | 4-0     | CO Saint-Chamond         |
| Olympique Nîmes              | 6-1     | Rhodia Club Lyon         |
| FC Sète                      | vrij    |                          |
| AS Cannes                    | 4-2     | US Saint-Tropez          |
| SO Montpellier               | 6-1     | RC Agde                  |
| CA Périgueux                 | 4-3     | ESA Brive                |
| FC Annecy                    | 5-1     | SO Chambéry              |
| Olympique Marseille          | vrij    |                          |
| Lyon OU                      | 5-4     | SC Vichy                 |
| AS Aciéres du Nord Marseille | 3-0     | AC Arles                 |
| US Cazères                   | 8-2     | US Saint-Gaudens         |
| AS Monaco                    | 5-0     | RCSA Nice                |
| OGC Nice                     | 4-1     | Stade Raphaëlois         |

### 1/8 finale
| Winnaar                 | Uitslag | Verliezer        |
| ----------------------- | ------- | ---------------- |
| Girondins Bordeaux      | 4-1     | CA Paris         |
| Red Star Olympique      | 2-0     | Le Havre AC      |
| FC Rouen                | 2-0     | Stade Français   |
| Stade Reims             | 8-1     | AS Amicale Paris |
| US Saint-Servan         | vrij    |                  |
| RC Paris                | 4-2     | ES Juvisy        |
| CS Rhodaniens           | vrij    |                  |
| US Normande Colombelles | vrij    |                  |

| Winnaar          | Uitslag      | Verliezer                    |
| ---------------- | ------------ | ---------------------------- |
| Toulouse FC      | 4-0          | CA Périgueux                 |
| AS Saint-Étienne | 2-1          | FC Annecy                    |
| Hyères FC        | 3-2          | Olympique Marseille          |
| Olympique Alès   | 3-2          | Lyon OU                      |
| Olympique Nîmes  | 1-1 nv ; 4-1 | AS Aciéres du Nord Marseille |
| FC Sète          | 11-0         | US Cazères                   |
| AS Cannes        | 3-2          | AS Monaco                    |
| SO Montpellier   | 3-1          | OGC Nice                     |

### Kwartfinale
| Winnaar            | Uitslag      | Verliezer               |
| ------------------ | ------------ | ----------------------- |
| Girondins Bordeaux | 7-3          | US Saint-Servan         |
| Red Star Olympique | 0-0 nv ; 1-0 | RC Paris                |
| FC Rouen           | 7-1          | CS Rhodaniens           |
| Stade Reims        | 4-0          | US Normande Colombelles |

| Winnaar          | Uitslag | Verliezer       |
| ---------------- | ------- | --------------- |
| Toulouse FC      | 2-1     | FC Sète         |
| AS Saint-Étienne | 4-2     | Olympique Nîmes |
| Hyères FC        | 1-0     | SO Montpellier  |
| Olympique Alès   | 1-0     | AS Cannes       |

### Halve finale
| Winnaar            | Uitslag | Finalist    |
| ------------------ | ------- | ----------- |
| Girondins Bordeaux | 4-1     | FC Rouen    |
| Red Star Olympique | 2-0     | Stade Reims |

| Winnaar          | Uitslag               | Finalist       |
| ---------------- | --------------------- | -------------- |
| Toulouse FC      | 2-0                   | Hyères FC      |
| AS Saint-Étienne | 0-0 nv ; 0-0 nv ; 4-1 | Olympique Alès |

Verboden zone
Deze wedstrijden werden op 2 maart 1941 gespeeld.
| Winnaar           | Uitslag | Finalist              |
| ----------------- | ------- | --------------------- |
| SC Fives          | 2-0     | RC Lens               |
| Excelsior Roubaix | 1-0     | US Valenciennes-Anzin |

### Finales
Verboden zone
Deze wedstrijd werd op 6 april 1941 gespeeld.
| Winnaar  | Uitslag | Finalist          |
| -------- | ------- | ----------------- |
| SC Fives | 3-1     | Excelsior Roubaix |

Bezette zone
Deze wedstrijd werd op 13 april 1941 gespeeld.
| Winnaar            | Uitslag | Finalist           |
| ------------------ | ------- | ------------------ |
| Girondins Bordeaux | 3-1     | Red Star Olympique |

Vrije zone
Deze wedstrijd werd op 1 mei 1941 gespeeld.
| Winnaar     | Uitslag | Finalist         |
| ----------- | ------- | ---------------- |
| Toulouse FC | 1-0     | AS Saint-Étienne |

Bezette zone-Vrije zone
Deze wedstrijd werd op 18 mei 1941 gespeeld 
| Winnaar            | Uitslag | Finalist    |
| ------------------ | ------- | ----------- |
| Girondins Bordeaux | 3-1     | Toulouse FC |

Landelijke finale
De wedstrijd werd op 25 mei 1941gespeeld in het Stade Municipal in Saint-Ouen voor 15.230 toeschouwers. De wedstrijd stond onder leiding van scheidsrechter Léon Boes. 
| Winnaar                                         | Uitslag | Finalist |
| ----------------------------------------------- | ------- | -------- |
| Girondins Bordeaux                              | 2-0     | SC Fives |
| Santiago Urtizberea 60' Santiago Urtizberea 84' |         |          |

1917/18 · 1918/19 · 1919/20 · 1920/21 · 1921/22 · 1922/23 · 1923/24 · 1924/25 · 1925/26 · 1926/27 · 1927/28 · 1928/29 · 1929/30 · 1930/31 · 1931/32 · 1932/33 · 1933/34 · 1934/35 · 1935/36 · 1936/37 · 1937/38 · 1938/39 · 1939/40 · 1940/41 · 1941/42 · 1942/43 · 1943/44 · 1944/45 · 1945/46 · 1946/47 · 1947/48 · 1948/49 · 1949/50 · 1950/51 · 1951/52 · 1952/53 · 1953/54 · 1954/55 · 1955/56 · 1956/57 · 1957/58 · 1958/59 · 1959/60 · 1960/61 · 1961/62 · 1962/63 · 1963/64 · 1964/65 · 1965/66 · 1966/67 · 1967/68 · 1968/69 · 1969/70 · 1970/71 · 1971/72 · 1972/73 · 1973/74 · 1974/75 · 1975/76 · 1976/77 · 1977/78 · 1978/79 · 1979/80 · 1980/81 · 1981/82 · 1982/83 · 1983/84 · 1984/85 · 1985/86 · 1986/87 · 1987/88 · 1988/89 · 1989/90 · 1990/91 · 1991/92 · 1992/93 · 1993/94 · 1994/95 · 1995/96 · 1996/97 · 1997/98 · 1998/99 · 1999/00 · 2000/01 · 2001/02 · 2002/03 · 2003/04 · 2004/05 · 2005/06 · 2006/07 · 2007/08 · 2008/09 · 2009/10 · 2010/11 · 2011/12 · 2012/13 · 2013/14 · 2014/15 · 2015/16 · 2016/17 · 2017/18 · 2018/19 · 2019/20 · 2020/21 · 
2021/22 · 2022/23 · 2023/24 · 2024/25 ·